# ۹۰۶ (قمری)
۹۰۶ (قمری)، نهصد و ششمین سال در گاهشماری هجری قمری است. اول محرم این سال برابر با هفتم اوت سال ۱۵۰۰ میلادی است.
هیچ اتفاقی نیفتاد